# Зайців Микола
Микола Зайців (*25 жовтня 1901 Стародуб — †після 5 листопада 1966) — український військовий і громадський діяч; хорунжий Армії УНР.
Нагороджений Хрестом Симона Петлюри.

## Біографія
У «Власноручному описі життя» зазначав:
|  | В 1918 році скінчив Стародубську вищу початкову школу, після чого підготувався до іспитів за 6 клясів гімназії, але наступ комуністів не дозволив мені тримати іспит. Будучі переслідуван російськими частинами, які заняли місто по українських військах в літі 1918 року, за співчуття та співпрацю з українцями, мусив втікти до м. Бердичіва, де вступив до районного союзу кооперативів, в якому служив рахівником до травня 1920 року. В травні 1920 року добровільно вступив козаком до 6 стрілецької запасової бригади, звідкіля того ж місяця був відряджений до СЮШ у м. Винниця. В складі СЮШ перейшов Збруч. В Польщі перебував у таборах Ланцут, Вадовіце, Каліш. Закінчив курс СЮШ в 1922 році і був підвищений до першої старшинської ранги. В березні 1923 року залишений в складі СЮШ, де перебував до листопаду 1923 року. В листопаді отримав безтерміновий відпуск на продовження освіти і від'їхав до ЧСР. Працював на лісових роботах до початку шкільного 1924 року. В 1924 році вступив до Чеської господарської школи, яку закінчив у 1926 році. Подєбради, 24 вересня 1926 року. |
Випускник II випуску Спільної юнацької школи (28.07.1922), направлений до 5-ї Херсонської дивізії.
20 жовтня 1926 прийнятий на агрономічний відділ агрономічно-лісового факультету Української господарської академії, який закінчив в 1932 році. Його прізвище є в списку абсольвентів (випускників) УГА, які працювали в культурно-просвітньому, економічному і громадсько-політичному житті на землях Карпатської України та Пряшівщини.
Нагороджений Хрестом Симона Петлюри.